# Sandgängerbienen
Die Sandgängerbienen (Ammobates) sind eine Gattung aus der Familie der Apidae innerhalb der Bienen. Sie sind Kuckucksbienen, also Brutparasiten.
In der Gattung sind etwa 50 Arten beschrieben, sie sind meistens in der Paläarktis verbreitet, von den Kanaren und Marokko bis Zentralasien und Sibirien. Eine Art kommt in Südafrika und eine in Indien vor. Im deutschsprachigen Raum kommen zwei Arten vor, eine davon nur in Österreich.

## Merkmale
Der Körper ist gedrungen und bei den einheimischen Arten etwa 7 bis 10 mm lang (insgesamt 4 bis 11 mm). Der Hinterleib ist ganz oder teilweise rot gefärbt, die Behaarung ist nur kurz und an den Tergitenden meist ein dichter Filz. Im Vorderflügel sind zwei Cubitalzellen. Im Habitus erinnern die Ammobates-Bienen an die nahe verwandten Gattungen Epeoloides (Schmuckbienen) und Pasites (Kurzhornbienen).

## Lebensweise
Da die Bienen der Gattung Ammobates Brutparasiten (Kuckucksbienen) sind, sie legen ihre Eier in die Nester von anderen Bienen. Die Eier sind u-förmig gebogen. Die Larven spinnen keinen Kokon. Die Arten von Ammobates parasitieren bei folgenden Gattungen: Anthophora, Tetraloniella und Ancyla. Bei vielen Arten ist die Biologie noch weitgehend unbekannt. Die adulten Bienen fliegen an Blüten nur um sich selbst mit Nektar zu versorgen. Die einheimischen Arten fliegen im Juni und August.

## Systematik
Ammobates gehört in der Familie der Apidae zur Unterfamilie Nomadinae, Tribus Ammobatini und ist innerhalb dieser Tribus die artenreichste Gattung.
Die Gattung wird in drei Untergattungen eingeteilt: Xerammobates (drei Arten in Tunesien und Turkmenistan), Euphileremus (sechs Arten, Spanien, Marokko und Asien) und Ammobates s. str. (alle anderen Arten).

## Mitteleuropäische Arten
- Ammobates dusmeti – Frankreich, Spanien[7]
- Ammobates muticus – Frankreich, Rumänien[7]
- Ammobates oraniensis – Italien, Ukraine[7]
- Ammobates punctatus – Sehr selten in Deutschland, aber weit verbreitet, wo der Wirt vorkommt, nicht in Niedersachsen und Schleswig-Holstein. In Österreich im Burgenland, Kärnten, Niederösterreich und Steiermark. In der Schweiz im Wallis. Parasitiert an Anthophora bimaculata.[5][1]
- Ammobates vinctus – Niederösterreich und Burgenland. Slowakei, Kroatien, Korsika, Frankreich. Parasitiert an Tetraloniella.[1]
- Ammobates similis – Italien, Griechenland, Slowakei, Türkei.[2][7]